# Marquis de Winchester
Pour les articles homonymes, voir Winchester.
Le titre de marquis de Winchester a été créé dans la pairie d'Angleterre en 1551 en faveur de William Paulet (1483-1572), homme d'État anglais.
C'est le plus ancien des six titres de marquis anglais encore subsistants ; son titulaire est donc considéré comme le premier marquis d'Angleterre. C'est également le seul marquisat de la pairie d'Angleterre à ne pas être subsidiaire à un titre supérieur (les cinq autres étant tous détenus par des ducs).
Le titulaire actuel est Christopher Paulet, 19e marquis de Winchester (né en 1969), dont le fils, Michael Paulet (né en 1999), utilise le titre de courtoisie comte de Wiltshire.

## Liste des marquis de Winchester
1. William Paulet (en) (mort en 1572)
2. John Paulet (en) (mort en 1576), fils du précédent
3. William Paulet (en) (mort en 1598), fils du précédent
4. William Paulet (mort en 1629), fils du précédent
5. John Paulet (mort en 1675), fils du précédent
6. Charles Paulet (mort en 1699), fils du précédent, titré duc de Bolton en 1689
7. Charles Paulet (1661-1722), fils du précédent, 2e duc de Bolton
8. Charles Powlett (1685-1754), fils du précédent, 3e duc de Bolton
9. Harry Powlett (1691-1759), frère du précédent, 4e duc de Bolton
10. Charles Powlett (mort en 1765), fils du précédent, 5e duc de Bolton
11. Harry Powlett (1720-1794), frère du précédent, 6e duc de Bolton (titre éteint à sa mort sans descendance)
12. George Paulet (1722-1800), cousin éloigné du précédent
13. Charles Paulet (1764-1843), fils du précédent
14. John Paulet (1801-1887), fils du précédent
15. Augustus Paulet (1858-1899), fils du précédent
16. Henry Paulet (1862-1962), frère du précédent
17. Richard Paulet (en) (1905-1969), cousin du précédent
18. Nigel Paulet (en) (1941-2016), fils du précédent
19. Christopher Paulet (de) (né en 1969), fils du précédent